# Södermanlands runinskrifter 141
Runinskrift Sö 141 är en  två meter hög och sex decimeter bred runsten av granit, som på 1000-talet restes på gamla tingsplatsen vid Aspa i Ludgo socken. 
Stenen hittades i en åker 1864, och är nu rest på en gammal vägbank. och beskriver ett brobygge som en hedrande minnesmarkering för en son. Strax intill står även runstenarna Sö 137, Sö 138 och den 1937 upptäckta Sö Fv1948;289. Texten på runblocket vid Axala, Sö 2, nämner samma personer. 
Förmodligen är båda ristningarna skapade av runristaren Torer.

## Inskrift
Translitterering av runraden:
sloþi auk · rahnfriþ · þau · litu · biþi · bro · k(i)ara · a... · (s)...in · ra-(s)n · eftiʀ ihulbiarn · sun sin · 
Normalisering till runsvenska:
Sloði ok ʀagnfriðr þau letu baði bro gæra o[k] s[tæ]in ræ[i]sa æftiʀ Igulbiorn, sun sinn.
Översättning till nusvenska:
Slode och Ragnfrid de läto båda göra bro och resa sten efter Igulbjörn, sin son.

## Källa
- Runstenar i Södermanland, red. Ingegerd Wachtmeister, Södermanlands museum 1984, ISBN 91-85066-52-4

1. 1 2 3  Fornminnesregistret: 59:1
2. 1 2 3  Wessén Elias, Brate Erik, red (1924-1936). Sveriges runinskrifter. Bd 3, Södermanlands runinskrifter. Stockholm: Almqvist & Wiksell international. sid. 107. Libris 148317. Arkiverad från originalet den 24 september 2015. https://web.archive.org/web/20150924111036/http://www.raa.se/runinskrifter/sri_sodermanland_b03_h01_text_2.pdf. Läst 16 mars 2015
3. ↑  Elias Wessén, Erik Brate, red (1924-1936). Sveriges runinskrifter. Bd 3, Södermanlands runinskrifter. Stockholm: KVHAA. Arkiverad från originalet den 24 september 2015. https://web.archive.org/web/20150924111036/http://www.raa.se/runinskrifter/sri_sodermanland_b03_h01_text_2.pdf. Läst 16 mars 2015
4. 1 2  Samnordisk runtextdatabas, Sö 141, 2014